# Luis Brosutti
Luis Enrique Brosutti Frantini, natif de la Province de Santa Fe, est un ancien pilote automobile argentin de monoplaces. 

## Biographie
Sa carrière en compétitions nationales automobiles s'étale sur près d'une trentaine d'années, entre 1935 (Ruta Paganini-Resistencia) et 1963 (500 Millas de Rafaela, course à laquelle il participe à onze reprises à partir de 1936). Jusqu'en 1950 il pilote une Mercedes-Benz SSK, avant de s'essayer parfois sur sa Maserati-Studebaker durant les années 1950 à Rafaela.
Il a remporté les 500 Millas de Rafaela (ou 500 Millas Argentinas) deux fois, en  1938 et 1948, finissant deuxième de cette course en 1936, 1937 et 1957, ainsi que troisième en 1950 (battu alors seulement par Juan Manuel Fangio et Louis Rosier, sur leurs Talbot-Lago T26C) et 1959. Quatrième en 1949, il a encore été classé dans les cinq premiers en 1963 pour l'ultime édition, 27 ans après ses débuts dans celle-ci.
Il a terminé deuxième du Gran Premio de Santa Fe en 1936, et troisième du Gran Premio de Tres Arroyos en 1938, avant de finir sur six autres podiums avant la seconde guerre mondiale.
Il a aussi terminé troisième du Circuito San Francisco en 1950, en Formule libre avec sa SSK.
En 1955, il acquit une Maserati 4CLT-48 avec laquelle Alberto Ascari avait couru en 1948 à San Remo, voiture qui passa ensuite entre les mains de ses compatriotes Juan Manuel Fangio, et José Froilán González. Il y installa un moteur V8 de Studebaker pour courir sa course favorite en 1957 (2e), 1958 (7e), et 1959 (3e). Il a également terminé 5e de cette épreuve en 1963 lors de sa dernière organisation de rang. 
Ses plus jeunes frères Fernando et Carlos furent eux aussi des pilotes en activité durant la fin des années 1950.
Une partie de l'aire des stands du circuit de Rafaela porte son nom.